# Mérey András
Mérey András (Kolozsvár, 1944. augusztus 15. – Csíkszereda, 2006. április 9.) erdélyi magyar grafikus.

## Életútja, munkássága
Kolozsváron a Képzőművészeti Líceumban érettségizett, majd a Ion Andreescu Képzőművészeti Főiskola grafika szakán 1969-ben szerzett diplomát. 1970 és 1973 között rajztanár Csíkszeredában; 1973-tól ugyanott reklámgrafikus. Rézkarcban és rokontechnikáiban dolgozott. Érdeklődéssel fordult a magyar népballadák felé, grafikai munkáiban ezek földolgozására, motívumkincsük művészi átlényegítésére törekedett. Nevezetes 10 darabból álló csángó ballada-illusztrációja, vagy Gabriel García Márquez Száz év magányához készített 8 darabból álló sorozata. Maga a művész legidőtállóbb munkájának a kalotaszentkirályi templom 120 négyzetméteres kazettás mennyezetét tartotta, amelyet Pállfy Árpád kollégájával festett 1994-ben. Készített figyelemre méltó hanglemezborító-terveket és illusztrált irodalmi alkotásokat. Rendszeresen bemutatta műveit otthoni és külföldi kiállításokon.
A halála előtti években – betegsége miatt kisebb, nagyobb megszakításokkal – a csíkszeredai Nagy István Művészeti Iskolában művészettörténetet valamint írásművészetet tanított.

## Kiállításai (válogatás)

### Otthon
- Csíkszeredában (1972),
- Bukarestben (Petőfi Ház – 1973),
- Sepsiszentgyörgyön (1975),
- Székelyudvarhelyen (1978),
- Kolozsváron (Korunk Galéria – 1982),
- Kovászna, stb. voltak.

### Külföldön
- Magyarországon Budapesten, Gyulán, Székesfehérváron, Kaposváron mutatta be alkotásait.
- Svédországban: Stockholm, Södertalje
- Olaszországban: Pescara (Gabriele D’Annunzio Ex libris Kiállítás)
- Észtországban: Tallinn
- Japánban: Tokio (bélyegterv pályázat)

## Díjak, elismerések
- Országos grafikai II. díj (gyimesi ballada-illusztráció sorozatáért, 1983)